# Погребняк, Владимир Владимирович
Владимир Владимирович Погребняк (род. 2 января 1932) — советский хоккеист. Мастер спорта СССР (1956).

## Биография
Всю карьеру провёл в ленинградском ДО — ОДО — СКВО — СКА (1951/52 — 1962/63). В чемпионате СССР забил 147 шайб. В сезоне 1963/64 играл в первенстве РСФСР за «СКА-2».
Победитель Всемирных зимних студенческих игр 1956 года.